# Witków Śląski
Witków Śląski – przystanek osobowy na linii kolejowej nr 274 w Witkowie w województwie dolnośląskim, w Polsce. Powstał w 1867 roku.

## Ruch pasażerski
| Rok  | Wymiana pasażerska na dobę |
| ---- | -------------------------- |
| 2017 | 50-99                      |
| 2022 | 50-99                      |